# Resistive random-access memory
RAM resistiva (resistive random-access memory, RRAM o ReRAM) és una mena de memòria de computadora no volàtil (NV) d'accés aleatori (RAM) que funciona canviant la resistència elèctrica d'un material dielèctric d'estat sòlid que també s'anomena memristència. Aquesta tecnologia s'assembla a CBRAM (RAM de pont conductor) i PCM (memòria de canvi de fase).

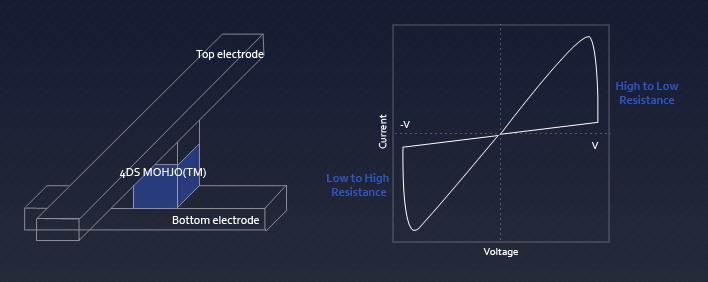
Fig.1 Corba d'un material amb dielèctric anomenat memristor

## Funcionament
Normalment, un material dielèctric no condueix el corrent elèctric. De fet, les substàncies dielèctriques s'empren per a construir condensadors i evitar el corrent elèctric tot carregant-se en dos pols oposats. Si un material dielèctric és sotmès a un voltatge prou elevat, llavors conduirà sobtadament a causa d'un fenomen anomenat trencament de la rigidesa dielèctrica. En materials dielèctrics convencionals, aquest trencament causa dany permanent al component. En un memristor, aquest trencament dielèctric és temporal i reversible. En un memristor, aquesta diferència de potencial causa que el medi adquireixi camins conductors anomenats filaments. Aquests filaments apareixen com a resultat de diversos fenòmens tals com migració de metall o defectes físics. Una vegada ha aparegut el filament, es pot trencar o revertir aplicant una diferència de potencial diferent. D'aquesta manera es pot emmagatzemar informació digital.

## Propietats
Es poden destacar:
- Molt baix consum, inferior a la memòria flaix i SRAM.
- Molt alta velocitat, superior a la memòria flaix.
- Alta densitat d'integració.

## Circuits integrats ReRAM
Llistat de les implementacions reals d'aquesta tecnologia:
- 17.01.2017 : crossbar juntament amb SMIC Arxivat 2016-11-22 a Wayback Machine..